# WikiWikiWeb
WikiWikiWeb är världens äldsta wikisajt, skapad av Ward Cunningham som lade ut sin skapelse på nätet 1995. WikiWikiWeb är skriven i programspråket Perl, och är en del av sajten Portland Pattern Repository (PPR). WikiWikiWebs innehåller sidor och diskussioner om mjukvaruutveckling. 
Cunningham började utveckla sin WikiWikiWeb under 1994, och installerade den på sitt företag Cunningham & Cunninghams webbplats den 25 mars 1995. Namnet tog han efter ett minne av en anställd på Honolulu International Airport som rått honom att ta en snabbuss som kallades "Wiki Wiki"; "wiki" är det hawaiiska ordet för snabb. Ursprungligen hade han tänkt sig namnet QuickWeb, eftersom poängen var att det skulle gå snabbt att redigera sidorna. Länkar mellan olika sidor skapades i denna tidiga wikimoter genom att skriva samman ord i CamelCase.
WikiWikiWebs innehåll är svårgenomträngligt för icke-programmerare, men wikisajten som sådan blev viktig som föregångare till andra wikisajter. 